# Stunner

Animazione della mossa Stunner

Nel wrestling col termine stunner si indica una mossa tra le più note: tecnicamente la manovra si configura come una "three-quarter facelock jawbreaker". La mossa consiste quindi nel porsi di spalle all'avversario, prendere la sua testa in modo che il mento poggi sulla spalla dell'esecutore e lasciarsi cadere da seduti in modo che il mento sbatta sulla spalla.
Il primo a usare questa mossa fu Mikey Whipwreck nella Extreme Championship Wrestling che la chiamò Whipper-Snapper e la eseguiva dal paletto. Tuttavia il massimo della popolarità la raggiunse con Steve Austin, che la chiamò Stone Cold Stunner e da qui si iniziò a chiamarla comunemente "stunner". Solitamente la versione di Austin prevedeva prima un calcio all'addome dell'avversario, in modo che questi si piegasse e si potesse applicare più facilmente la manovra.

## Varianti

### Backpack Stunner
Conosciuto anche come storditore sulle spalle, in questa variante dello storditore elevato, l'avversario viene prima sollevato in una posizione sulle spalle. Da qui, il lottatore attaccante applica un blocco facciale di tre quarti e si abbassa in posizione seduta mentre tiene ancora la testa dell'avversario per costringerlo a cadere nello storditore. Usato da Ryback e Eddie Edwards .

### Diving Corkskrew Stunner
La versione dello stunner di Ember Moon si chiama "Eclipse". È quando il lottatore si lancia dalla corda superiore e fa una rotazione a cavatappi. Dopo aver completato il cavatappi, mentre è ancora a mezz'aria, il lottatore attaccante applica un blocco facciale di tre quarti all'avversario mentre cade in posizione seduta per completare lo stunner.

### Elevated Stunner
Con un avversario posizionato su una superficie elevata, un lottatore applica un blocco facciale di tre quarti e poi allontana l'avversario, lasciando solo i piedi dell'avversario sopra la superficie elevata. Il lottatore quindi cade in posizione seduta in modo che l'avversario sia costretto a tuffarsi in avanti attraverso la spalla del lottatore attaccante. Si ritiene che questo abbia un impatto maggiore a causa dell'angolo di caduta dell'avversario

### Fireman'S Carry Stunner
Conosciuto anche come Total Knock Out o TKO in breve, questa è una variazione elevata dello stunner in cui l'avversario viene prima sollevato sopra le spalle di un lottatore nella posizione di trasporto del vigile del fuoco. Da qui, il lottatore attaccante lancia le gambe dell'avversario all'indietro e cade sul tappeto mentre afferra la testa dell'avversario per costringerlo a cadere nello stunner. Il nome originariamente si riferiva alla variazione del cutter. Da allora il nome è stato utilizzato per riferirsi a entrambi i tipi.

### Forward Summersault Stunner
Una variazione in piedi del Diamond Dust in cui il lottatore attaccante tiene prima un avversario in una presa capovolta per poi saltare in avanti facendo una capriola sopra l'avversario, atterrando in posizione seduta con la testa dell'avversario conficcata nella spalla del lottatore.

### Front Stunner
In questa variazione, il lottatore applica prima un blocco facciale frontale, prima di ruotare di 180 gradi per portarsi nella posizione di blocco facciale di tre quarti e abbassarsi in posizione seduta, costringendo la mascella dell'avversario a cadere sulla spalla del lottatore attaccante. Jeff e Rebecca Hardy usano la variante, chiamata anche Twist of Fate , insieme alla più nota variazione del cutter .

### Inverted Suplex Stunner
Questa variazione vede il lottatore applicare un facelock invertito su un avversario prima di agganciare i suoi collant e sollevarli in aria in modo che siano capovolti. Il lottatore quindi lascia cadere il corpo dell'avversario all'indietro sopra la spalla come in un suplex invertito, e quando i piedi dell'avversario atterrano sul tappeto, il lottatore cade in posizione seduta per costringere la mascella dell'avversario a cadere sulla spalla del lottatore attaccante. Innovato da Super Delfin.

### Jumping Stunner
Simile nell'esecuzione a un cutter che salta , questa versione vede un lottatore attaccante accovacciarsi di fronte all'avversario, quindi saltare in alto e afferrare l'avversario in una presa di tre quarti e cadere in uno stunner.

### Rolling Stunner
Questa versione vede un lottatore attaccante posizionare prima un avversario (che è di fronte a lui) in un blocco facciale invertito prima di rotolare sotto l'avversario, girando entrambi i lottatori in modo che l'avversario possa essere lasciato cadere nello stunner. Frankie Kazarian usa questa mossa come mossa finale, chiamandola "Ace of Spades". Anche Grayson Waller lo usa come mossa finale.

### Running Stunner
Simile nell'esecuzione a un cutter in corsa , il running stunner è il punto in cui il lottatore attaccante corre verso un avversario che è distratto e afferra l'avversario in una presa di tre quarti e cade in uno stunner. Utilizzato brevemente da Dustin Rhodes nel 2007.

### Springboard Stunner
Questa variazione vede il lottatore attaccante saltare sulle corde, seguito dal lottatore che salta dalle corde verso l'avversario e colpisce lo storditore. La mossa è stata usata da John Cena. C'è anche una variante del cavatappi che viene usata come finisher da Flip Gordon , chiamandola Star-Spangled Stunner. Lio Rush usa la versione della corda inferiore per una superstar della WWE più bassa come lui.

### Stone Cold Stunner
Reso popolare e affermato da Steve Austin , consiste nel dare un calcio all'addome  dell'avversario prima dell'eseguire la stunner.

### Suplex Counter Stunner
Conosciuto anche come Falling stunner, questa mossa viene utilizzata per contrastare il suplex verticale. La variante inizia con il lottatore attaccante che viene sollevato in un suplex verticale. Una volta che il lottatore viene sollevato dai piedi, il lottatore attaccante sposta il corpo e applica il blocco facciale di tre quarti prima di cadere per completare lo stunner. Reso popolare da Will Ospreay e Orange Cassidy come Stun-Dog Millionaire.

### Tilt-A-Whirl Stunner
Spesso usato come contrasto al backbreaker del tilt-a-whirl , questa variante vede il lottatore attaccante nella posizione del Tilt-a-whirl , ma invece di essere sollevato e sbattuto su un ginocchio o sul tappeto, l'attaccante si allunga e applica una presa di tre quarti prima di cadere in posizione seduta, con la mascella dell'avversario che colpisce la spalla del lottatore. La lottatrice indipendente britannica Lana Austin usa questa mossa come mossa finale, chiamandola Kiss of Death . Un'altra variazione vede l'attaccante inclinare a vortice il suo avversario e poi lasciarlo cadere nello stunner.

### Suplex Stunner
Questo storditore elevato vede prima il lottatore attaccante applicare un front facelock, agganciare il braccio vicino dell'avversario sopra la spalla e sollevarlo come per un suplex verticale standard. Tuttavia, a metà movimento, il lottatore attaccante costringe l'avversario a girarsi di 180 gradi e quindi applica la presa di tre quarti, costringendo l'avversario a cadere con la mascella sulla spalla del lottatore attaccante mentre cade in posizione seduta per colpire lo stunner. Innovato e reso popolare da Masato Tanaka come Shotgun Stunner. Anche R-Truth usa questa mossa: la chiama Verità o Conseguenze.

### Wheelbarrow Stunner
Spesso usata come contropiede alla carriola facebuster, questa variante vede il lottatore attaccante nella posizione della carriola , ma invece di essere sollevato e sbattuto contro il tappeto, l'attaccante si allunga all'indietro e applica un blocco facciale di tre quarti prima di cadere in posizione seduta, con la mascella dell'avversario che colpisce la spalla del lottatore.